# Teleprompt Records
Teleprompt Records LLC è un'etichetta discografica indipendente fondata nel 2003: dal produttore Tedd T, dal tastierista e cantante degli Earthsuit Paul Meany e dall'avvocato e manager Kevin Kookogey. Creata con l'unico scopo di promuovere e distribuire il materiale dei Mutemath ha sede a Franklin in Tennessee ed ha un accordo di distribuzione esclusivo con la Warner Bros. Records.